# Mangora paranaiba
Mangora paranaiba là một loài nhện trong họ Araneidae.
Loài này thuộc chi Mangora. Mangora paranaiba được Herbert Walter Levi miêu tả năm 2007.